# Karina Martínez Mayorga
Karina Martínez Mayorga es una científica mexicana especializada en la Química Biológica Computacional. 

## Biografía
Es Investigadora Nacional Nivel 3 por el Sistema Nacional de Investigadores. Dirige el grupo de Química Biológica y Computacional (QUIBIC) del Instituto de Química de la Universidad Nacional Autónoma de México(UNAM). Sus estudios se han enfocado en la identificación e interacción de moléculas con actividad biológica mediante métodos computacionales y métodos de análisis químico como la espectroscopía de masas (EM), con el objetivo de predecir su toxicidad y su posible uso como compuestos químicos de interés farmacéutico  (agentes analgésicos, antiparasitarios, y antidiabéticos), relevantes para la agricultura (pesticidas) y para la industria alimentaria (saborizantes).
Se encuentra colaborando con diversos grupos de Investigación, para la identificación de compuestos químicos disponibles en México y con un costo accesible para la población, que puedan servir como opción terapéutica durante la enfermedad COVID-19 causada por el SARS-CoV-2. Mediante el uso de métodos computaciones, el proyecto de investigación ha logrado identificar compuestos químicos y sus interacciones con el virus, proponiendo cuatro posibles tratamientos que podrán ser investigados en un estudio clínico piloto con pacientes con COVID-19 con síntomas no graves en dos hospitales de México.

## Trayectoria Académica
Culminó sus estudios en Química de Alimentos en 1998 así como un doctorado en Ciencias Químicas, ambos en la UNAM. Durante su doctorado realizó una estancia de Investigación en el Centro de Investigaciones Biológicas del Consejo Superior de Investigaciones Científicas en Madrid, España. Realizó un postdoctorado en la Universidad de Arizona en el grupo de investigación del Profesor Michael F. Brown. En 2007, se unió como investigadora asistente en el Torrey Pines Institute for Molecular Studies y a la Universidad de Florida. Actualmente es Investigadora en el Departamento de Fisicoquímica del Instituto de Química de la UNAM, Campus Mérida. Es Profesora de asignatura en la ENES Mérida de la UNAM y así como en el Programa de Maestría en Ciencias Químicas, UNAM. Impartiendo cursos de Toxicología informática, Reconocimiento molecular, Química General, entre otros.

## Líneas de Investigación
Sus líneas de investigación se centran en la identificación de compuestos químicos mediante el uso de bases de datos para analizar mediante métodos computacionales su actividad y posibles interacciones con moléculas de interés farmacológico, alimentario y agroquímico, además de la caracterización de compuestos mediante metodologías químicas especializadas como la Resonancia Magnética Nuclear (RMN).

## Reconocimientos
- En 2005, recibió la postulación para la Medalla Alfonso Caso de la UNAM por sus estudios de doctorado.[1]
- Reconocimiento como profesora destacada por la Universidad La Salle en 2004.[1]

## Publicaciones
Su trabajo está contenido en más de 60 publicaciones entre las que destacan:
- Toxicity Assessment of Structurally Relevant Natural Products from Mexican Plants with Antinociceptive Activity, 2017. Martinez-Mayorga K.; Marmolejo-Valencia, A. F.; Cortes-Guzman, F.; García-Ramos, J. C.; Sánchez-Flores, E. I.; Barroso-Flores, J, Medina-Franco, J. L.; Esquivel-Rodriguez, B.  J. Mex. Chem. Soc. 2017.
- Cruzain inhibitors: Efforts made, current leads and a comprehensive structural outlook of new hits, 2015. Martinez-Mayorga, K.; Byler, K.; Ramirez-Hernandez, A. I.; Terrazas-Alvares, D. E. Drug Discovery Today, 20, 890 – 898. DOI:10.1016/j.drudis.2015.02.004
- Systematic Mining of GRAS (Generally Recognized as Safe) Flavor Chemicals for Bioactive Compounds, 2013. Martinez-Mayorga, K. Peppard, T. L.; Lopez-Vallejo, F.; Yongye, A. B.; Media-Franco, J. L. J. Agric. Food. Chem. 61, 7507-7514. http://dx.doi.org/10.1021/jf401019b

- The Origin of One-Bond C-H Coupling Constants in OCH Fragments: Not Primarily nO ® σ*CH Delocalization, 2005. Cuevas, G.; Martínez-Mayorga, K.; Fernandez-Alonso, M. del. C.; Jiménez-Barbero, J.; Perrin, C. L.; Juaristi, E.; López-Mora, N. Angew. Chem. Int. Ed. Engl. 44, 2360-2364. http://dx.doi.org/10.1002/anie.200461583 PMID: 15761904